# Григорий III
 Тази статия е за римския папа.  За охридския архиепископ вижте Григорий III Охридски.  
Григорий III (на латински: Gregorius PP. III, * Сирия; † 28 ноември 741 г. в Рим) е римски папа от 18 март 731 до смъртта си на 28 ноември 741.
Той, сириец по рождение, бил свещеник в „S. Crisogono“, е най-значителния папа на 8 век.
Както при неговия предшественик Григорий II, се дошло до тежки разпри с Византия.
Той екскомуницирал император Лъв III, който забранил Иконопочитанието.
Митрополиите Сицилия, долна Италия и към викария Солун, стоящата източна Илирия преминали към Патриаршията на Константинопол.
Григорий III скъсал контакта с Византия.
В това време Лангобардите нахлували все повече в Италия.
През 732 г. папа Григорий III. забранил да се яде конско месо.
На 28 ноември е неговият католически календарен ден за честване. Той е Светия.